# Krk (mesto)
Krk je navečje mesto na otoku Krku s 3.730 prebivalci (2011) in pristanišče na jugozahodni obali otoka ter sedež istoimenske mestne občine (Grad Krk) s 6.281 prebivalci, ki upravno spada v Primorsko-goransko županijo s sedežem na Reki.
Je tudi sedež rimskokatoliške Škofije Krk (hrv. Krčka biskupija, slovensko imenovana tudi Krška škofija, vendar je ne smemo zamešati z istoimensko Krško škofijo na avstrijskem Koroškem), ki teritorialno obsega kvarnerske otoke (Krk, Cres, Lošinj in Rab) ter je sufragan Reške metropolije.

## Geografija
Centralni del mesta Krk je zgrajen na ozkem prostoru med dvema zalivčkoma Krškega zaliva. Novejši del mesta, pa se širi jugovzhodno in jugozahodno od starega mestnega jedra. Mesto je naravno zaščiteno pred burjo in ima zelo ugodno klimo. Povprečna januarska temperatura je 5,6 °C, julijska pa 24,6 °C.

## Naselja
V sestavu občine Krk je 15 naselij: Bajčići, Brusići, Brzac, Kornić, Krk, Lakmartin, Linardići, Milohnići, Muraj, Nenadići, Pinezići, Poljica, Skrbčići, Vrh in Žgaljići.

## Demografija
| Pregled števila prebivalcev po letih | Pregled števila prebivalcev po letih | Pregled števila prebivalcev po letih | Pregled števila prebivalcev po letih | Pregled števila prebivalcev po letih | Pregled števila prebivalcev po letih | Pregled števila prebivalcev po letih | Pregled števila prebivalcev po letih | Pregled števila prebivalcev po letih | Pregled števila prebivalcev po letih | Pregled števila prebivalcev po letih | Pregled števila prebivalcev po letih | Pregled števila prebivalcev po letih | Pregled števila prebivalcev po letih | Pregled števila prebivalcev po letih |
| ------------------------------------ | ------------------------------------ | ------------------------------------ | ------------------------------------ | ------------------------------------ | ------------------------------------ | ------------------------------------ | ------------------------------------ | ------------------------------------ | ------------------------------------ | ------------------------------------ | ------------------------------------ | ------------------------------------ | ------------------------------------ | ------------------------------------ |
| 1857                                 | 1869                                 | 1880                                 | 1890                                 | 1900                                 | 1910                                 | 1921                                 | 1931                                 | 1948                                 | 1953                                 | 1961                                 | 1971                                 | 1981                                 | 1991                                 | 2001                                 |
| 1440                                 | 1582                                 | 1592                                 | 1620                                 | 1648                                 | 1778                                 | 1411                                 | 1812                                 | 1473                                 | 1470                                 | 1280                                 | 1531                                 | 2077                                 | 3022                                 | 3364                                 |

## Zgodovina
Mesto je bilo naseljeno že v prazgodovinskem času in identificirano kot Kuryka antične Grčije, ter kot Curicum iz rimske dobe, vendar je zanesljivo, da so ga že pred tem osnovali Liburni. Iz rimskih časov so ohranjeni ostanki term, obzidja, mozaikov in delov stavb.
Najpomembnejši kulturnozgodovinski objekt v metu je romanska katedrala, zgrajena v začetku 12. stoletja, na ostankih starokrščanske bazilike iz 5. - 6. stoletja. Od drugih zgodovinskih spomenikov je treba omeniti : kvadratni obrambni stolp iz 12. stol., dele obzidja iz 15. in 16. stol., cerkev Gospe od Zdravlja
iz 12. stol. in razvaline cerkve sv. Lovra.

## Galerija slik
- Krk-poslopje sodišča iz leta 1191
- Krk-Frankopanska utrdba iz 14. stoletja